# Erick de Arruda Serafim
Erick de Arruda Serafim (Recife, 10 dicembre 1997) è un calciatore brasiliano, attaccante del Vitória in prestito del San Paolo.

## Caratteristiche tecniche
È un'ala destra.

## Carriera
Cresciuto nelle giovanili del Náutico, ha esordito il 24 gennaio 2017 in occasione del match di Copa do Nordeste vinto 4-0 contro l'Uniclinic.
Nel 2017 è stato acquistato dal Braga che lo ha aggregato alla seconda squadra.

## Statistiche

### Presenze e reti nei club
Statistiche aggiornate al 13 agosto 2018.
| Stagione        | Squadra         | Campionato      | Campionato | Campionato | Coppe nazionali | Coppe nazionali | Coppe nazionali | Coppe continentali | Coppe continentali | Coppe continentali | Altre coppe | Altre coppe | Altre coppe | Totale | Totale | Totale |
| Stagione        | Squadra         | Comp            | Pres       | Reti       | Comp            | Pres            | Reti            | Comp               | Pres               | Reti               | Comp        | Pres        | Reti        | Pres   | Reti   |        |
| --------------- | --------------- | --------------- | ---------- | ---------- | --------------- | --------------- | --------------- | ------------------ | ------------------ | ------------------ | ----------- | ----------- | ----------- | ------ | ------ | ------ |
| 2017            | Náutico         | A1/PE+B         | 13+19      | 4+2        | CB              | 1               | 0               | CDN                | 6                  | 3                  |             | -           | -           | 39     | 9      |        |
| 2017-2018       | Braga B         | LdH             | 11         | 0          |                 | -               | -               |                    | -                  | -                  |             | -           | -           | 11     | 0      |        |
| 2018            | Vitória         | PD/BA+A         | 0+5        | 0+1        | CB              | 0               | 0               |                    | -                  | -                  |             | -           | -           | 5      | 1      |        |
| Totale carriera | Totale carriera | Totale carriera | 48         | 7          |                 | 1               | 0               |                    | 6                  | 3                  |             | -           | -           | 55     | 10     |        |

## Palmarès

### Club

#### Competizioni statali
- Campionato Pernambucano: 1

Náutico: 2021

#### Competizioni regionali
- Copa do Nordeste: 1

Ceará: 2023

#### Competizioni nazionali
- Supercoppa del Brasile: 1

San Paolo: 2024